# Manoir de Talhouët-Kerdec
Le manoir de Talhouët-Kerdec est un édifice situé à Saint-Barthélemy en France.

## Localisation
Le manoir est situé sur le territoire de la commune de Saint-Barthélemy, au lieu-dit Talhouët-Kerdec, dans le département du Morbihan en région Bretagne.

## Description
Le manoir est un édifice à un étage carré construit en pierre de taille, toiture à longs pans ; appentis ; pignon couvert. Il adopte le classique plan allongé très répandu dans le Morbihan. Le rez-de-chaussée comporte deux pièces, salle/cuisine que sépare un mur de refend, l'accès à l'escalier se faisant par la salle. Il se double de deux corps postérieurs en appentis à usage de cellier. Seul celui d'origine, à l'est, possède une cheminée. L'escalier à vis en pierre est logé dans une tourelle rectangulaire englobée entre les deux celliers. Il mène aux trois chambres chauffées de l'étage, l'une située au-dessus de la cuisine, l'autre au-dessus de la salle, la troisième au-dessus du cellier. Interrompu aujourd'hui à l'étage, l'escalier desservait le comble comme en témoigne la porte en place desservant le grenier. L'appentis tardif placé contre le pignon ouest est construit en moellon de granite.

## Historique
Le manoir est cité dans les réformations et montres de la noblesse dès 1427 puis il est à nouveau cité en 1448 comme appartenant à la fille de Jehan de Clozquennec. Le bâtiment actuel, orienté à l'ouest, date du XVIe siècle mais a subi des remaniements au XIXe siècle lors de son déclassement en ferme. Le cadastre ancien de 1826 figure la forme initiale du manoir. Il apparaît qu'à cette date, seule la partie sud de l'élévation postérieure est doublée d'un cellier. Un second cellier est construit en appentis, après 1826, sur l'autre moitié de l'élévation postérieure. L'appentis latéral est également une adjonction du XIXe siècle. De nouvelles baies sont percées dans la seconde moitié du XXe siècle. Le four à pain a disparu ainsi qu'une petite dépendance au sud.
Le manoir est inscrit à l'inventaire général du patrimoine culturel.